# Pravdivostní tabulka
Pravdivostní tabulka je jeden ze způsobů zápisu logických funkcí. Taková tabulka obsahuje pouze logické proměnné, které nejčastěji nabývají dvou hodnot 0 a 1 (nepravda a pravda, ne a ano). Velikost tabulky je dána počtem proměnných a počtem výstupních funkcí. Máme-li n proměnných a m výstupních funkcí bude mít tabulka n + m sloupců. Řádků bude mít tabulka právě {\displaystyle 2^{n}}, což jsou všechny možné kombinace stavů logických proměnných, které mohou nastat.
Příklad pravdivostní tabulky pro operaci disjunkce:
| A | B | Y = A or B |
| - | - | ---------- |
| 0 | 0 | 0          |
| 0 | 1 | 1          |
| 1 | 0 | 1          |
| 1 | 1 | 1          |

## Použití
Pravdivostní tabulky se v praxi používají v elektronice při návrhu logických obvodů.